# Václav Vorlíček
Václav Vorlíček (3. června 1930 Praha – 5. února 2019 Praha) byl český filmový režisér a scenárista. Jeho nejčastějším spolupracovníkem byl spisovatel a scenárista Miloš Macourek.

## Život a studium
Pro film se nadchnul už na skautském táboře, kde se zúčastnil natáčení dobrodružného filmu Na dobré stopě. Ihned po maturitě se přihlásil na FAMU, poprvé neúspěšně. Školu však později v letech 1951–1956 vystudoval na katedře režie. Jeho absolventským filmem byl film Direktiva. Následně nastoupil jako asistent režie do Filmového studia Barrandov. Později byl pomocným režisérem.

## Dílo
Jeho prvním samostatným filmem byl dětský barevný snímek Případ Lupínek. Do širokého povědomí vstoupil parodií na komiksové seriály Kdo chce zabít Jessii?; počínaje tímto snímkem začala jeho spolupráce se scenáristou Milošem Macourkem. K jejich nejslavnějším filmů patří Pane, vy jste vdova!, Dívka na koštěti či Což takhle dát si špenát. Vrcholem jejich televizní tvorby se staly i ve světě úspěšné pohádkové série Arabela, Létající Čestmír nebo Křeček v noční košili. Proslulé jsou jeho pohádkové filmy; světově nejslavnější a autorovou nejmilejší byly Tři oříšky pro Popelku. Roku 2017 zpracoval své profesní vzpomínky s publicistou Petrem Mackem do biografie Pane, vy jste režisér.

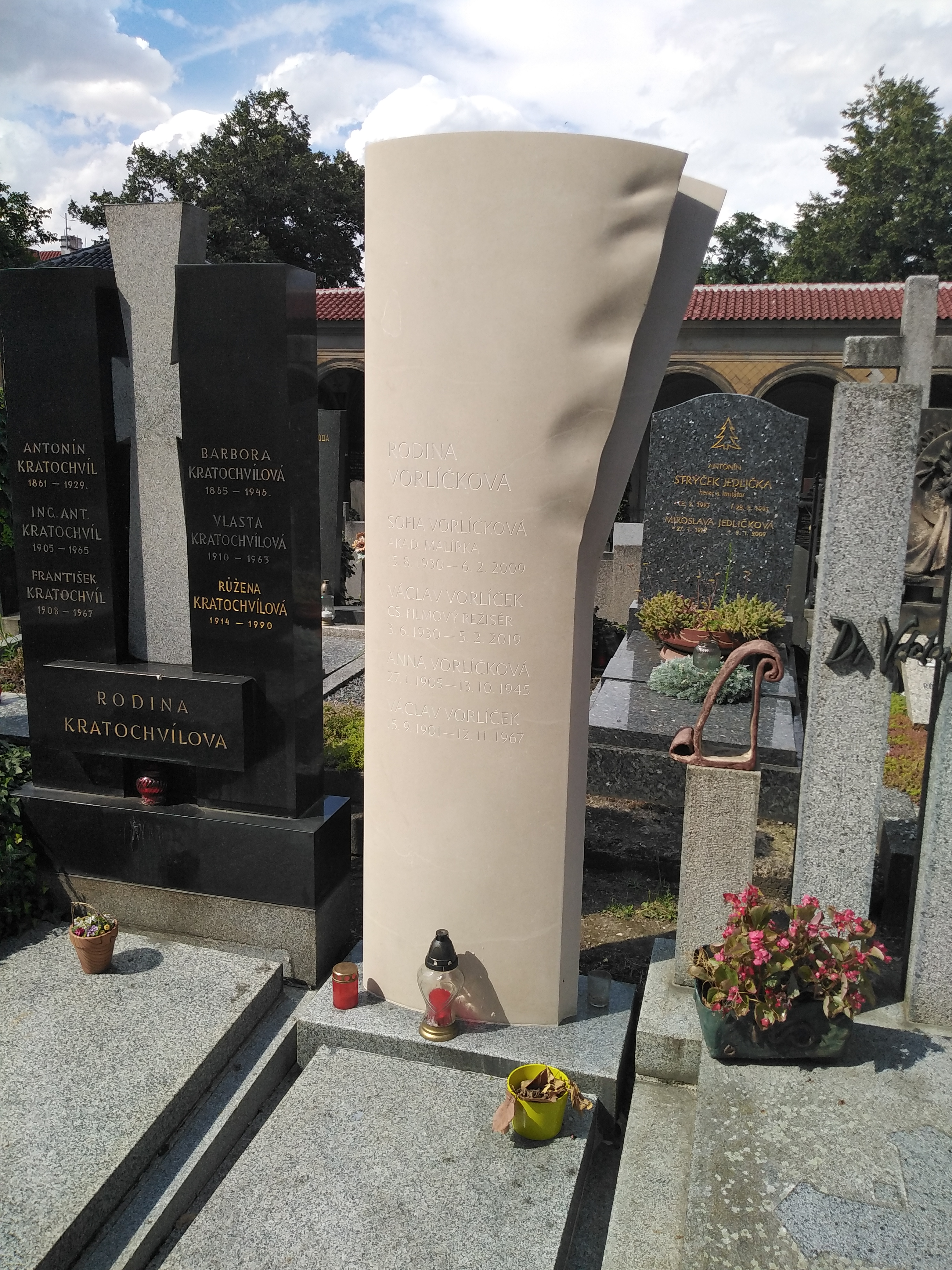
Hrob Václava Vorlíčka na Vyšehradském hřbitově

Václav Vorlíček zemřel 5. února 2019 v nemocnici Milosrdných sester sv. Karla Boromejského v Praze. Pohřben je na pražském Vyšehradském hřbitově.

## Filmografie

### Asistent režie
- Bomba, 1957
- Roztržka, 1956

### Pomocná režie
- Touha, 1958
- Dům na Ořechovce, 1959
- Neděle ve všední den, 1962

### Spolupráce
- Poslední mejdan, 1983 – supervize
- Atrakce švédského zájezdu, 1989 – umělecký dohled

### Režie, scénář a námět
- Muzikanti, 1954 – (FAMU, krátký) + scénář
- Direktiva, 1956 – (FAMU) + scénář
- Případ Lupínek, 1960 + scénář a technický scénář + námět
- Kuřata na cestách, 1962
- Marie, 1964 + scénář
- Kdo chce zabít Jessii?, 1966 + scénář + námět
- Konec agenta W4C prostřednictvím psa pana Foustky, 1967 + scénář
- Pane, vy jste vdova!, 1970 + scénář + námět
- Dívka na koštěti, 1971 + scénář + námět
- Smrt si vybírá, 1972
- Vychovatel, 1972
- Tři oříšky pro Popelku, 1973 + scénář
- Jak utopit dr. Mráčka aneb Konec vodníků v Čechách, 1974 + scénář
- Dva muži hlásí příchod, 1975 + scénář + námět
- Bouřlivé víno, 1976 + scénář
- Což takhle dát si špenát, 1977 + scénář
- Jak se budí princezny, 1977
- Princ a Večernice, 1978 + scénář
- Arabela, 1979 (televizní seriál)
- Zralé víno, 1981
- Zelená vlna, 1982
- Létající Čestmír, 1983
- Ďábel ví hodně, 1983
- Rumburak, 1984
- Byt je vykraden, maminko, 1984
- Já nejsem já, 1985 + scénář
- Mladé víno, 1986
- Dědečkův odkaz, 1987
- Křeček v noční košili, 1988
- Škola detektivky, 1990
- Arabela se vrací aneb Rumburak králem Říše pohádek, 1993
- Rabín a jeho Golem, 1995
- Bubáci pro všední den, 1995
- Kouzelný měšec, 1996 + spolupráce na scénáři
- Pták Ohnivák, 1997
- Jezerní královna, 1997
- Král sokolů, 2000
- Mach, Šebestová a kouzelné sluchátko, 2001 + scénář
- On je žena!, 2005
- Saxána a Lexikon kouzel, 2011 + scénář

### Herec
- Na dobré stopě, 1948 – skaut
- Bomba, 1957 – dělník na stavbě
- Jak se dělá smích, 1980 – Václav Vorlíček
- Neviditelní – člen vodní rady
- Arabela, 1980 – muž v kostýmu v restauraci
- Velká filmová loupež, 1986 – hospodský

### Zpěvák
- Mach, Šebestová a kouzelné sluchátko, 2001 – titulní píseň

## Ocenění
- 1976 – Státní cena Klementa Gottwalda za film Bouřlivé víno[6]
- 2000 – Zlín Film Festival: ocenění Zlatý střevíček za mimořádný přínos kinematografii pro děti a mládež[7]
- 2017 – Cena prezidenta MFF Karlovy Vary za přínos české kinematografii[8]